# 馬哈布區
馬哈布區，是馬達加斯加的行政區，位於該國西部，由梅納貝區負責管轄，首府設於馬哈布，面積13,863平方公里，2011年人口134,111，人口密度每平方公里10人。